# Rauma (dialekt)
Dialekt Rauma (rauman giäl) – dialekt języka fińskiego, używany przez mieszkańców miasta Rauma (zachodnia Finlandia) i uważany przez nich za osobny język. Charakteryzuje się słownictwem wywodzącym się w dużej części z języków germańskich, głównie języka szwedzkiego.